# Jeff Davis County, Texas
Jeff Davis County är ett administrativt område i delstaten Texas i USA, med 2 342 invånare (2010). Den administrativa huvudorten (county seat) är Fort Davis. 

## Geografi
Enligt United States Census Bureau så har countyt en total area på 5 866 km². 5 866 km² av den arean är land och 8 km² är vatten.

### Angränsande countyn
- Reeves County - nordost
- Pecos County - öster
- Brewster County - sydost
- Presidio County - sydväst
- Hudspeth County - väster
- Culberson County - nordväst
- Mexiko - väster